# 1381

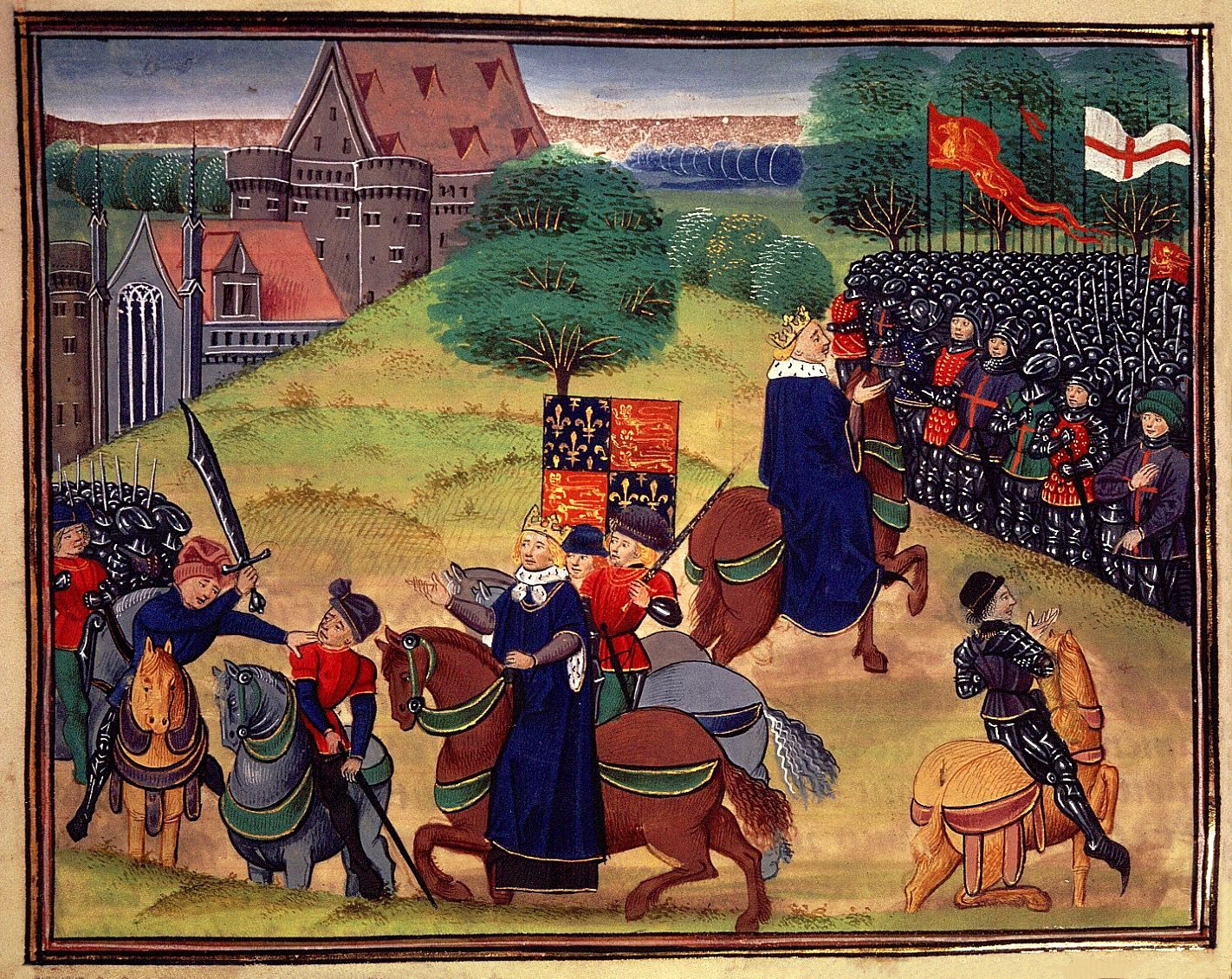
Wat Tyler onthoofd

Het jaar 1381 is het 81e jaar in de 14e eeuw volgens de christelijke jaartelling.

## Gebeurtenissen
februari
- 4 - Adolf van Nassau-Wiesbaden-Idstein wordt bevestigd als aartsbisschop en keurvorst van Mainz door paus Urbanus VI en rooms-koning Wenceslaus.

april
- 4 - Tweede verdrag van Guérande: Jan IV van Bretagne erkent Karel VI van Frankrijk als zijn leenheer en belooft neutraliteit in het conflict tussen Frankrijk en Engeland.

mei
- 13 - Slag bij Nevele: De troepen van graaf Lodewijk van Male verslaan de opstandige Gentenaren en plunderen Nevele.
- 30 - Begin Engelse Boerenopstand in Essex: De opstandelingen eisen onder meer minder belastingen voor de armen en afschaffing van de lijfeigenschap.

juni
- 13 - De Engelse opstandelingen plunderen Londen.
- 14 - Koning Richard II belooft inwilliging van een aantal van de eisen van de opstandelingen. Een deel van hen keert huiswaarts.
- 15 - Wat Tyler en zijn mannen eisen verdere hervormingen. Aanvankelijk is sprake van onderhandelingen tussen de opstandelingen en de koning, maar daarna komt het tot gevechten. Tyler raakt gewond, wordt gevangengenomen en ter dood gebracht. De opstand wordt bloedig uiteengeslagen, en de meeste hervormingen teruggedraaid.

zonder datum
- Het koninkrijk Bornu ontstaat.
- Timoer Lenk verovert Herat.
- In de strijd tussen de opstandige Gentenaren en graaf Lodewijk van Male worden diverse steden geplunderd.
- oudst bekende vermelding: Itens, Nieuw-Herlaar

## Opvolging
- Achaje - Johanna I van Napels opgevolgd door Jacob van Baux (jaartal bij benadering)
- aartsbisschop van Canterbury - Simon Sudbury opgevolgd door William Courtenay
- Litouwen - Jogaila opgevolgd door zijn oom Kęstutis
- Mamelukken (Egypte) - al-Mansur Ali II opgevolgd door as-Salih Hajji
- Monferrato - Johan III opgevolgd door zijn broer Theodoor II
- metropoliet van Moskou - Cyprianus als opvolger van Alexius
- Ratibor - Jan I opgevolgd door zijn zoon Jan II (jaartal bij benadering)
- Saarbrücken - Johanna opgevolgd door haar zoon Filips I van Nassau-Weilburg

## Afbeeldingen

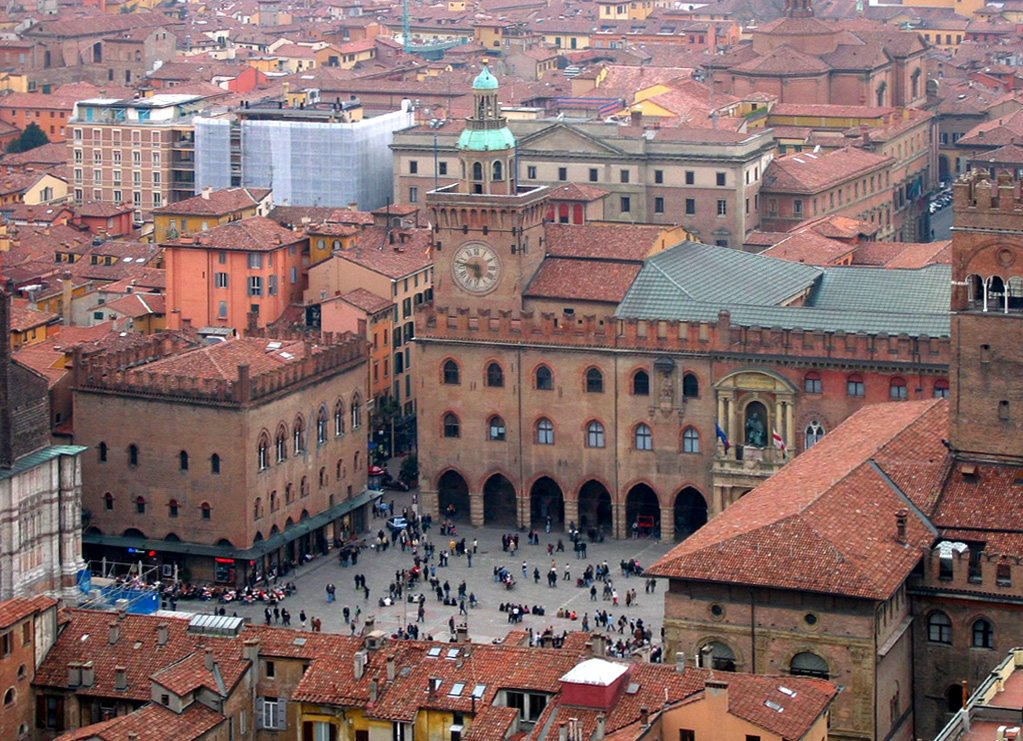
Palazzo dei notai, Bologna (gebouwd 1381)

## Geboren
- 13 januari - Nicolette Boëllet, Frans kluizenares
- 13 oktober - Thomas FitzAlan, Engels staatsman
- 27 oktober - Elisabeth van de Palts, Duits edelvrouw
- Pedro Manrique de Lara, Castiliaans edelman
- Rita van Cascia, Italiaans kloosterlinge
- Taccola, Italiaans ingenieur (jaartal bij benadering)

## Overleden
- 23 januari - Hugh Wrottesley, Engels edelman
- 27 maart - Johanna Emmanuella (~41), echtgenote van Hendrik II van Castilië
- 19 mei - Jan II van Blois (~38), Frans edelman
- 21 mei - Frederik III (48), markgraaf van Meißen en landgraaf van Thüringen
- 28 mei - Hugh Wrottesley (51), Engels edelman
- 14 juni - Robert Hales, Engels staatsman
- 15 juni - Wat Tyler (40), Engels opstandelingenleider
- 16 juni - Ziemovit III, hertog van Mazovië
- 5 juli - Beatrix van Alburquerque (~34), Portugees prinses
- 18 juli - Wouter VII van Brienne, Frans edelman
- 25 augustus - Johan III (~18), markgraaf van Monferrato
- oktober - Johanna van Saarbrücken, Duits edelvrouw
- 2 december - Jan van Ruusbroec (~88), Zuid-Nederlands mysticus
- Catharina van Zweden (~49), Zweeds heilige
- Taddea Visconti (~30), Italiaans edelvrouw
- Wenceslaus I, hertog van Troppau
- Jan I van Ratibor, Boheems edelman (jaartal bij benadering)